# Marita Koch
Marita Koch (Wismar, 1957. február 18. –) Európa-, világ- és olimpiai bajnok német atléta. Pályafutása alatt tizenhatszor állított fel új világrekordot szabadtéri versenyeken, és további tizennégyszer fedett pályán. 1985-ben, 400 méteren felállított világcsúcsa jelenleg is él.

## Pályafutása
Már 1976-ban, tizenkilenc évesen részt vett az olimpiai játékokon. Egyedül a négyszáz méteres síkfutás versenyszámában állt rajthoz, ahol túljutott a negyeddöntők futamain, azonban egy sérülés miatt vissza kellett lépnie a folytatástól.
1977-ben teljesítette első világrekordját, miután 51,8-et futott Milánóban, egy fedett pályás versenyen, négyszáz méteren. Egy évvel később szabadtéren is megdöntötte az aktuális világrekordot négyszáz méteren, 49,19-es eredménnyel, 1979-ben pedig ő futott első nőként 22 másodperc alatt kétszáz méteren.
1980-ban egy arany- és egy ezüstérmet nyert a moszkvai olimpián. Új olimpiai rekordot állított fel a négyszáz méteres síkfutás számának döntőjében, Barbara Krug, Gabriele Löwe és Christina Lathan társaként pedig másodikként zárt a négyszer négyszázas váltóversenyen.
Az 1983-as világbajnokságon három aranyérmet nyert, és több számban is esélyesnek számított a következő olimpián. A szocialista országok bojkottja miatt azonban a kelet-német sportolók nem vehettek részt az 1984-es Los Angeles-i olimpiai játékokon. Marita ekkor fontolóra vette pályafutása befejezését, ám végül a folytatás mellett döntött.
1985. október 6-án egy világkupa versenyen, Canberrában megdöntötte Jarmila Kratochvílová világrekordját négyszáz méteren. Marita 47,60 másodperc alatt teljesítette a távot, mellyel jelenleg is a rekord birtokosa. 1986-ban befejezte sportolói karrierjét.

## Egyéni legjobbjai
- 100 méteres síkfutás - 10,83 s (1983)
- 200 méteres síkfutás - 21,71 s (1979)
- 400 méteres síkfutás - 47,60 s (1985)

## Magánélete
1986-ban visszavonult a versenyzéstől, majd 1987-ben feleségül ment edzőjéhez, Wolfgang Meierhez. Egy lányuk született, Rostockban élnek, egy divatszaküzletet működtetnek.
Maritát – több egykori kelet-német sportolóhoz hasonlóan – rendszeresen doppingvádakkal illeti a nemzetközi sajtó. A vádakat rendre tagadja.